# The Cumbraes

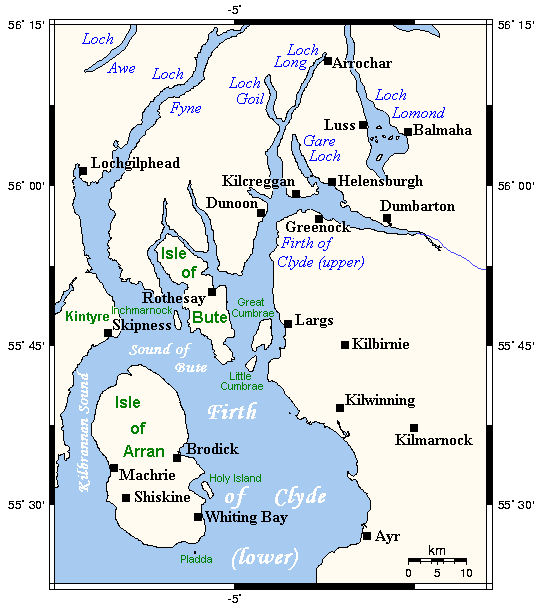
O Firth of Clyde

The Cumbraes são um grupo de ilhas no Firth of Clyde, Escócia. Estas ilhas pertence ao condado tradicional de Bute e à atual autoridade unitária de North Ayrshire.
As principais ilhas do grupo são:
- Great Cumbrae
- Little Cumbrae

Estas duas ilhas estão separadas por um largo braço de mar chamado The Tan, e da parte principal da Escócia por um canal de navegação conhecido como Fairlie Roads.
O pequeno arquipélago inclui ainda os seguintes ilhéus:
- The Eileans
- Castle
- Broad Islands
- Trail Isle

The Cumbraes são chamados Kumreyiar na Saga de Haakon Haakonarson.

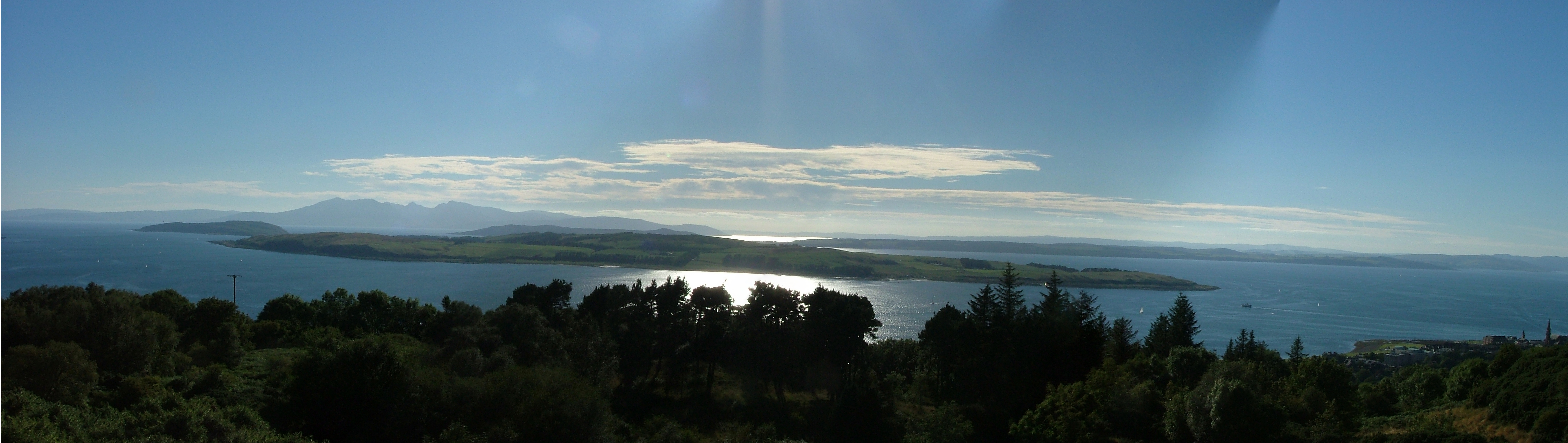
The Cumbraes vistas de Haylie Brae. Note-se Arran e Bute, no fundo.